# سعر الصرف الثابت

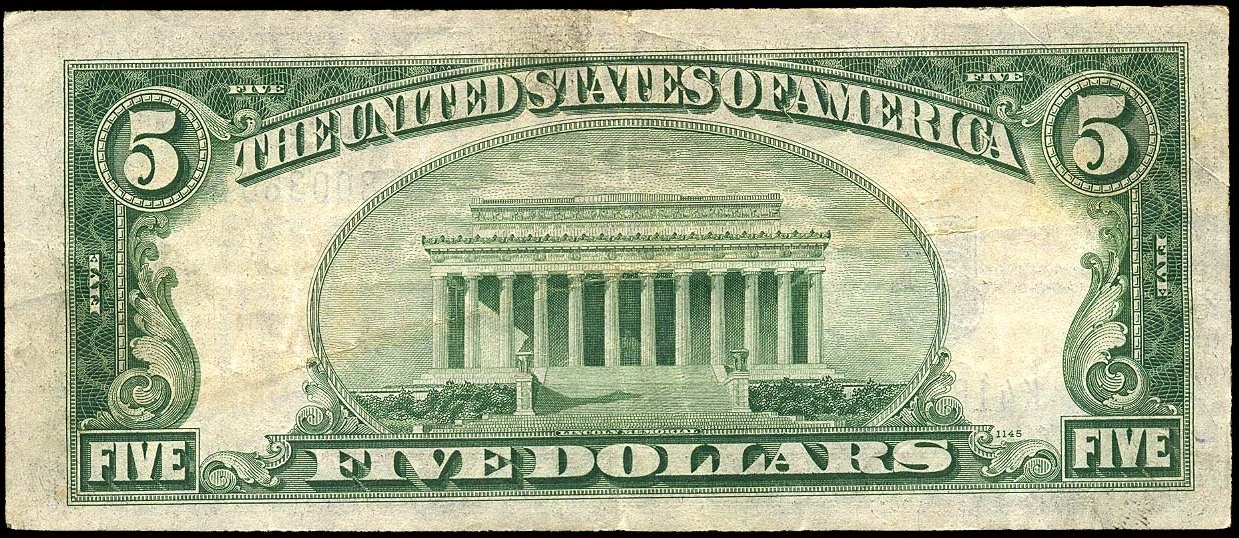

سعر الصرف الثابت هو السعر الرسمي الذي تحدده السلطات النقدية لعملة أو أكثر. وفي الواقع يمكن ملاحظة تقلب بين نظاقات التذبذب العليا والسفلى مما يؤدي في نهاية المطاف إلى تدخل البنك المركزي لتثبيت سعر الصرف.
يعني هذا النظام وكما تدل التسمية أن سعر الصرف يكون ثابتا، يتم تحديد سعر الصرف في ظل هذا النظام من خلال تعادل للعملة على أساس معين أو قاعدة معينة، سواء كان هذا الأساس ذهبا أو عملة رئيسية، تستند بدورها إلى الذهب أو إلى سلة من عملات رئيسية أو مادة أولية، ومنه تلتزم الدول بموجب هذا النظام بتحديد قيمة العملة المحلية بصفة مباشرة نسبة للذهب ويترتب على الأخذ بقاعدة الذهب ثبات سعر الصرف وعدم تغيره وذلك إذا توفرت الشروط التالية :
- تحديد معدل ثابت من العملة الوطنية إزاء الذهب، أي يتم تحديد مقابل العملة الوطنية وبشكل ثابت .
- ضمان تحويل العملة المحلية إلى الذهب و بالعكس، وتوفير القابلية والحرية على ذلك وبدون شروط أو قيود تحد من هذه الحرية أو قابلية التحويل .
- حرية تصدير أو استيراد الذهب من وإلى الخارج بدون محددات تعيق عملية التصدير هذه، أي لا يتم منع دخول أو خروج الذهب من وإلى الدول .

ومع هذا فلم يعد ممكنا الآن فصل الإصلاحات المالية والنقدية عن سياسة سعر الصرف فهي تبقى العامود الفقري للقطاع المالي بكافة جوانبه.
- يذكر أن أحد مساوئ سعر الصرف الثابت إعطاء فرص كبيرة للمضاربين في السوق لكي يتلاعبوا به لعلمهم أن البنك المركزي سيتدخل لإنقاذه وتثبيته.